# Aechmea ornata
Aechmea ornata är en gräsväxtart som först beskrevs av Charles Gaudichaud-Beaupré, och fick sitt nu gällande namn av John Gilbert Baker. Aechmea ornata ingår i släktet Aechmea och familjen Bromeliaceae. Inga underarter finns listade i Catalogue of Life.